# Othenio Abel
Othenio Abel (Viena, 20 de junho de 1875 — Mondsee, 4 de julho de 1946) foi um botânico austríaco. Junto com Louis Dollo, ele foi o fundador da "paleobiologia" e estudou a vida e o ambiente de organismos fossilizados.
Foi laureado com a Medalha Bigsby em 1911 pela Sociedade Geológica de Londres e com a Medalha Daniel Giraud Elliot em 1920 pela Academia Nacional de Ciências dos Estados Unidos.

## Atividade científica
Abel estudou principalmente vertebrados fósseis. Ele era um defensor da evolução Neo-Lamarckista. Sua principal contribuição para o campo, entretanto, foi a formulação, junto com Louis Dollo, da paleobiologia, que combina os métodos e descobertas da biologia das ciências naturais com os métodos e descobertas da paleontologia das ciências da terra. A partir de 1928, Othenio Abel foi editor de uma revista dedicada à paleobiologia, a Paläobiologica.
Em 1914, Abel propôs que elefantes anões fósseis inspiraram o mito dos ciclopes gigantes, porque a abertura nasal central era considerada uma órbita ocular ciclópica. Em 1920 ele foi agraciado com a Medalha Daniel Giraud Elliot da Academia Nacional de Ciências. Ele também mostrou grande interesse em restos de ursos da caverna na chamada "Caverna do Dragão" perto de Mixnitz .
Abel era um defensor da ortogênese, ele acreditava que havia tendências de evolução que eram programadas internamente.

## Atitude política e nacional-socialismo
Já como estudante, Abel participou de motins anti-semitas na Universidade de Viena, durante a crise de Badeni em 1897. Após a Primeira Guerra Mundial, agora professor, ele expressou seu medo de uma tomada de poder por "comunistas, Sociais-democratas e Judeus e mais Judeus ligados a ambos". Conforme divulgou o jornalista Klaus Taschwer em 2012, Abel foi o responsável pela fundação de um grupo secreto de XVIII professores que buscava frustrar a pesquisa e a carreira de cientistas judeus de esquerda. O aumento da violência de grupos de estudantes nacional-socialistas contra estudantes judeus em 1934 foi recebido com simpatia por Abel. Quando tais ataques começaram a ser dirigidos a católicos e também estudantes internacionais, Abel, agora reitor da universidade, foi forçado a se aposentar mais cedo pelo conselho austrofascista. Isso o levou a emigrar para a Alemanha e aceitar o posto em Göttingen.
Ele visitou Viena novamente em 1939, após o Anschluss com a Alemanha nazista. Depois de ver como a bandeira nazista foi mostrada no prédio da universidade, ele declarou este o "momento mais feliz de sua vida". O novo regime homenageou-o com o recém-criado posto de “Senador Honorário” da Universidade - homenagem que foi rescindida após a Segunda Guerra Mundial, em 1945. Uma carta de recomendação para o Prêmio Goethe aponta como Abel sempre “lutou na a primeira linha "contra a" judaificação "da Universidade. Após a guerra, ele foi mais uma vez forçado a se aposentar junto com outros proeminentes professores nazistas e passou seus últimos dias em Mondsee, então conhecido como uma espécie de "colônia nazista".

## Escritos selecionados
- Einige Monstrositäten bei Orchideenblüthen (1897)
- Ueber einige Ophrydeen (1898)
- Les dauphins longirostres du boldérien (miocène supérieur) des environs d'Anvers. Brussels 1901 - 1931 doi:10.5962/bhl.title.16053
- Les odontocètes du Boldérien (miocène supérieur) d'Anvers. Brüssel 1905 doi:10.5962/bhl.title.15923
- Fossile Flugfische (1906)
- "Neuere Anschauungen über den Bau und die Lebensweise der Dinosaurier." Berichte der Sektion für Paläozoologie 16. Dezemb (1908): 117–22.
- Die Morphologie der Hüftbeinrudimente der Cetaceen. Vienna 1907 doi:10.5962/bhl.title.16064
- "Die Rekonstruktion des Diplodocus." Abhandlungen der K.K. Zoologisch-botanischen Gesellschaft in Wien 5 (1910).
- "Über die allgemeinen Prinzipien der paläontologischen Rekonstruktion." 'Verhandlungen der zoologisch-botanische Gesellschaft zu Wien LX (1910): 141–46.
- "Die Vorfahren der Vögel und ihre Lebensweise." Verhandlungen der zoologisch-botanische Gesellschaft zu Wien LXI (1911): 144–91.
- Grundzüge der Paläobiologie der Wirbeltiere. Stuttgart 1912 doi:10.5962/bhl.title.61833
- Vorzeitliche Säugetiere. Jena 1914
- Die Tiere Der Vorwelt. Leipzig & Berlin 1914.
- Die Paläontologie in Forschung und Lehre. Naturwissenschaften 3 (1915), 413-19
- Paläobiologie der Cephalopoden aus der Gruppe der Dibranchiaten Jena 1916. doi:10.5962/bhl.title.46089
- Die Stämme der Wirbeltiere. Berlin, Leipzig, 1919 doi:10.5962/bhl.title.2114
- Lehrbuch der Paläozoologie. Jena 1920
- Lebensbilder aus der Tierwelt der Vorzeit. Jena 1921 doi:10.5962/bhl.title.61701
- Geschichte und Methode der Rekonstruktion vorzeitlicher Wirbeltiere. Jena 1925
- Paläobiologie und Stammesgeschichte". Jena 1929
- Die Stellung des Menschen im Rahmen der Wirbeltiere. 1931
- Vorzeitliche Lebensspuren. Jena 1935
- Die Tiere der Vorzeit in ihrem Lebensraum. Jena 1939
- Vorzeitliche Tierreste im Deutschen Mythus, Brauchtum und Volksglauben. Jena 1939